# Declaración de Independencia de Ucrania
El Acta de Proclamación de la Independencia de Ucrania (en ucraniano: Акт проголошення незалежності України) fue aprobada por el Sóviet Supremo de la RSS de Ucrania el 24 de agosto de 1991. El acta establecía a Ucrania como un Estado independiente y democrático. Anteriormente, el 16 de julio de 1990, el parlamento había aprobado la Declaración de Soberanía Estatal de Ucrania (en ucraniano: Декларація про державний суверенітет України).
El acta fue aprobada en el momento en que los líderes conservadores comunistas de la Unión Soviética ejecutaban el intento de Golpe de Estado en la Unión Soviética, en un intento de restaurar el control del Partido Comunista de la Unión Soviética sobre todo el país. Como respuesta, el parlamento de Ucrania en sesión especial aprobó por abrumadora mayoría el Acta de Declaración de Independencia. El acta fue aprobada por 321 votos a favor y 2 votos en contra, con 6 abstenciones. El autor del texto fue Levkó Lukiánenko.
El mismo día, el 24 de agosto, el parlamento convocó un referéndum para apoyar la Declaración de Independencia. La proposición para convocar un referéndum nacional fue un acuerdo entre el líder de la mayoría Oleksandr Moroz y el líder de la oposición Íhor Yujnovsky. 
En el referéndum de independencia de Ucrania del 1 de diciembre de 1991, el pueblo de Ucrania expresó mayoritariamente su apoyo al Acta de Declaración de Independencia, con más del 90% de los votos a favor. Poco después la independencia de Ucrania fue reconocida en el mundo entero.
El 24 de agosto, se celebra en Ucrania el Día de la Independencia.

## Contexto

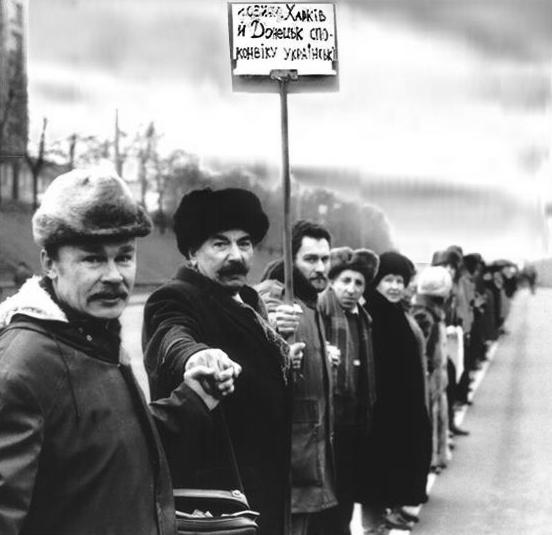
Cadena humana conmemorando el acta de Zluki, 1990.

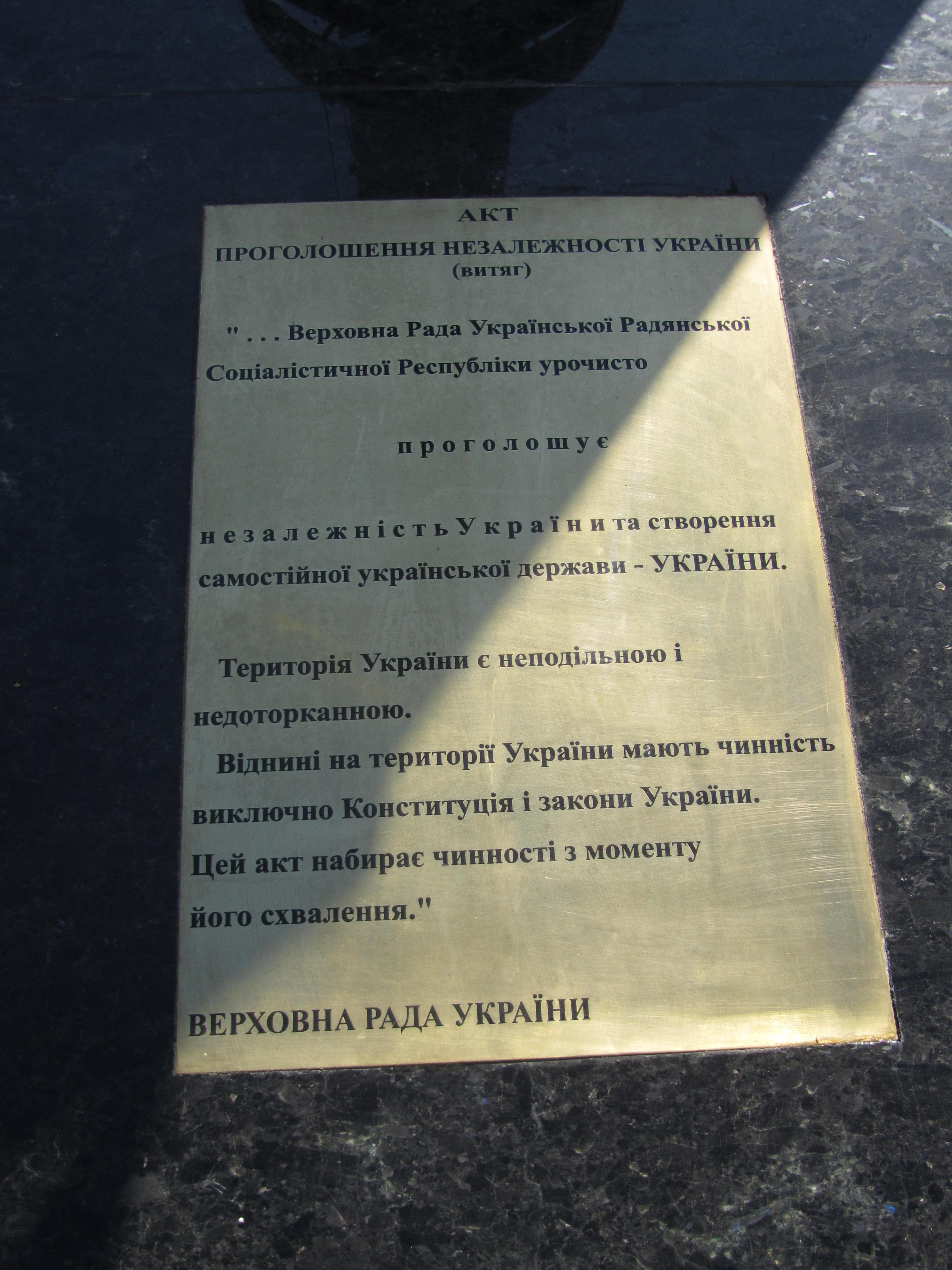
Fragmento del Acta de Declaración de Independencia de Ucrania. Zmiiv, óblast de Járkov.

El 21 de enero de 1990, más de 300.000 ucranianos organizaron una cadena humana por la independencia de Ucrania entre Kiev y Leópolis, en memoria de la unificación de 1919 de la República Popular Ucraniana y la República Popular Ucraniana Occidental. Los ciudadanos salieron a las calles y carreteras formando cadenas vivas cogidos de la mano en apoyo a la unidad. En marzo del mismo año, el Partido Comunista de la República Socialista Soviética de Ucrania perdió su protagonismo, surgió el pluralismo político y el multipartidismo, y se llevaron a cabo las primeras elecciones en la Rada Suprema. El Partido Republicano Ucraniano de Levkó Lukiánenko se convierte en el primer partido político ucraniano.
En la Rada renovada, 125 diputados recién elegidos formaron el bloque de la Rada del Pueblo, encabezado por Íhor Yujnovsky, y 239 comunistas soberanos, encabezados por Leonid Kravchuk, quien encabezó el parlamento, formaron Por la Ucrania Soviética y Soberana. En 1990, debido a la grave escasez de alimentos y para evitar su salida a otras regiones, Ucrania introdujo un sistema de cartillas bajo el cual solo podían comprar los ciudadanos de la república. En el mismo año, se legalizó la Iglesia greco-católica ucraniana.
El 16 de julio de 1990, el nuevo parlamento firmó la Declaración de Soberanía Estatal de Ucrania. La declaración estableció los principios de la libre determinación de la nación ucraniana, su democracia, la independencia política y económica, y la primacía de la ley ucraniana sobre la ley soviética en el territorio ucraniano. Dicha declaración se produjo un mes después de una declaración similar aprobada por el Parlamento de la RSFS de Rusia. Esto comenzó un periodo de enfrentamiento entre el Sóviet Supremo de la Unión Soviética y las nuevas autoridades republicanas.
Entre el 2 y 17 de octubre de 1990, los estudiantes de Kiev salieron a la Plaza de la Independencia (Maidán)  y se declararon en huelga de hambre, con el apoyo de la población. Estas protestas recibieron el nombre de Revolución sobre el Granito provacando la renuncia del primer ministro de la RSS de Ucrania, Vitali Masol.
Tras el referéndum sobre el estatus político de Ucrania dentro de la URSS el 17 de marzo de 1991, los ánimos por la independencia de Ucrania fueron creciendo al igual que en el resto de repúblicas soviéticas. En mayo-junio de 1991, en la ciudad de Nosivka, entonces el centro del distrito de la óblast de Chernígov, hubo una huelga de hambre de maestros y protestas masivas, que fueron publicitadas en los medios de comunicación de Ucrania y llevaron al cambio de líderes del distrito de Nosivka.
En abril de 1991, el Presidente de la URSS, Mijaíl Gorbachov, en un intento de salvar el Estado soviético, inició los preparativos para firmar un Nuevo Tratado de la Unión, en un proceso llamado de Novo-Ogariovo por el lugar de residencia del Presidente en las afueras de Moscú. En este proceso participaron nueve de las repúblicas de la Unión Soviética.
Sin esperar una solución política al problema, tropas militares soviéticas salieron para tomar el control en Moscú, en un intento de golpe de Estado. El 19 de agosto de 1991, se formó el Comité Estatal para el Estado de Emergencia (GKChP) que bloqueó a Gorbachov en su residencia de Crimea y asumió el control de la URSS. El Presidente de la RSFS de Rusia, Borís Yeltsin sacó a la gente a las calles de Moscú, las tropas fueron retiradas de las calles. El 21 de agosto, cayó el GKChP y el partido comunista fue prohibido en la URSS y la RSFS de Rusia. En la RSS de Ucrania, los comunistas adoptaron inicialmente una actitud de esperar y ver, pero el 24 de agosto, en una sesión extraordinaria de la Rada Suprema, por miedo a ser destituidos, apoyaron a las fuerzas democráticas y votaron a favor de la declaración de independencia, en la cual se establece el país como un estado independiente y democrático.

## Acta de Independencia
Acta de Declaración de Independencia de Ucrania

En vista del peligro mortal que hubo acechado a Ucrania en relación con el golpe de Estado en la URSS del 19 de agosto de 1991,
continuando con cientos de años de tradición del desarrollo estatal en Ucrania,
procediendo en base al derecho de la nación a la autodeterminación de acuerdo con la Carta de Naciones Unidas y otros documentos legales internacionales e implementando la Declaración de Soberanía Estatal de Ucrania,
la Rada Suprema de la República Socialista Soviética de Ucrania solemnemente declara
la Independencia de Ucrania y la creación de un estado ucraniano independiente, UCRANIA. 

El territorio de Ucrania es indivisible e inviolable.
Desde este día en adelante, la Constitución y las leyes de Ucrania serán las únicas válidas en el territorio de Ucrania.
Esta acta entra en vigor desde el momento de su aprobación.

Rada Suprema De Ucrania, 24 de agosto de 1991

## Antecedente histórico
A raíz de la disolución de la Asamblea Constituyente Rusa por el primer Gobierno de Lenin ocurrida el 19 de enero de 1918, la República Popular Ucraniana adoptó la primera declaración de independencia de Ucrania en el siglo XX. Los socialistas revolucionarios ucranianos habían obtenido en la Asamblea 81 escaños en las elecciones celebradas el 25 de noviembre de 1917.
En consecuencia, el 22 de enero de 1918, la Rada Central Ucraniana, hasta entonces partidaria de la autonomía de Ucrania dentro de la República Rusa, aprobó la Cuarta Proclama Universal en la que se declaraba: "La República Popular Ucraniana se proclama Estado independiente, libre y soberano de la nación ucraniana".